# Penelope (rodzaj)
Penelope – rodzaj ptaków z rodziny czubaczy (Cracidae).

## Zasięg występowania
Rodzaj obejmuje gatunki występujące w Ameryce Środkowej i Południowej.

## Morfologia
Długość ciała 50–91 cm; masa ciała 625–2430 g.

## Systematyka

### Etymologia
- Penelope (Penelophe): autor opisu taksonu nie wyjaśnił pochodzenia nazwy rodzajowej. Być może pochodzi od łac. pene „prawie” i gr. λοφος lophos „grzebień”. Możliwe jest również, że pochodzi od imienia postaci z greckiej mitologii, królowej Itaki, Penelopy[12].
- Gouan (Guan, Guanus): Quan lub Guan, według George’a Edwardsa w 1743 roku było nazwą dla tego ptaka w Indiach Zachodnich[13]. Gatunek typowy: nie podano.
- Salpiza (Salpizusa): gr. σαλπιζω salpizō „trąbić, dać znak trąbą”, od σαλπιγξ salpinx, σαλπιγγος salpingos „trąba wojenna”[14]. Gatunek typowy: Penelope pileata Wagler, 1830.
- Stegnolaema (Steganolaema): gr. στεγνον stegnon „pokrycie”, od στεγω stegō „zatrzymać, nie przepuszczać”; λαιμος laimos „gardło”[15]. Gatunek typowy: Ortalida montagnii Bonaparte, 1856.

### Podział systematyczny
Do rodzaju należą następujące gatunki:
- Penelope barbata Chapman, 1921 – penelopa brodata
- Penelope purpurascens Wagler, 1830 – penelopa rdzawobrzucha
- Penelope perspicax Bangs, 1911 – penelopa kasztanowata
- Penelope bridgesi G.R. Gray, 1860 – penelopa kreskowana
- Penelope obscura Temminck, 1815 – penelopa ciemnonoga
- Penelope jacucaca von Spix, 1825 – penelopa białobrewa
- Penelope pileata Wagler, 1830 – penelopa piskliwa
- Penelope ochrogaster von Pelzeln, 1870 – penelopa bagienna
- Penelope ortoni Salvin, 1874 – penelopa brunatna
- Penelope marail (Statius Müller, 1776) – penelopa gujańska
- Penelope superciliaris Temminck, 1815 – penelopa krzykliwa
- Penelope argyrotis (Bonaparte, 1856) – penelopa jasnolica
- Penelope albipennis Taczanowski, 1878 – penelopa białoskrzydła
- Penelope jacquacu von Spix, 1825 – penelopa zielonawa
- Penelope montagnii (Bonaparte, 1856) – penelopa andyjska
- Penelope dabbenei Hellmayr & Conover, 1942 – penelopa czerwonolica